# Rosa 'Nina Weibull'
Nina Weibull® Poulwei es un cultivar de rosa que fue conseguido en Dinamarca en 1961 por el rosalista danés Poulsen.

## Descripción
Nina Weibull® Poulwei es una rosa moderna cultivar del grupo Floribunda.
El cultivar procede del cruce de parentales 'Fanal' x 'Masquerade'. 
Las formas arbustivas del cultivar tienen porte erguido y alcanza de 100 a 150 cm de alto. Las hojas son de color verde oscuro y semibrillante.
Sus delicadas flores de color mezcla de rojo oscuro. Sin fragancia. Rosa de diámetro medio de 3" de 25 pétalos. La flor con forma doble de 17 a 25 pétalos. En grandes grupos, floración en forma de copa. 
Florece en oleadas a lo largo de la temporada. Primavera o verano son las épocas de máxima floración, si se le hacen podas más tarde tiene después floraciones dispersas.

## Origen
El cultivar fue desarrollado en Dinamarca por el prolífico rosalista danés Poulsen, en 1961. Nina Weibull® Poulwei es una rosa híbrida diploide con ascendentes parentales 'Fanal' x 'Masquerade'.
"Poulwei" es la denominación varietal de Nina Weibull®.
El obtentor fue registrado bajo el nombre cultivar de  Poulwei por Poulsen en 1961 y se le dio el nombre comercial de exhibición Nina Weibull®.
La rosa fue conseguida por hibridación por "Svend Poulsen" en Dinamarca antes de 1961, e introducida en el mercado danés en 1961 por Poulsen Roser A/S como Nina Weibull® Poulwei

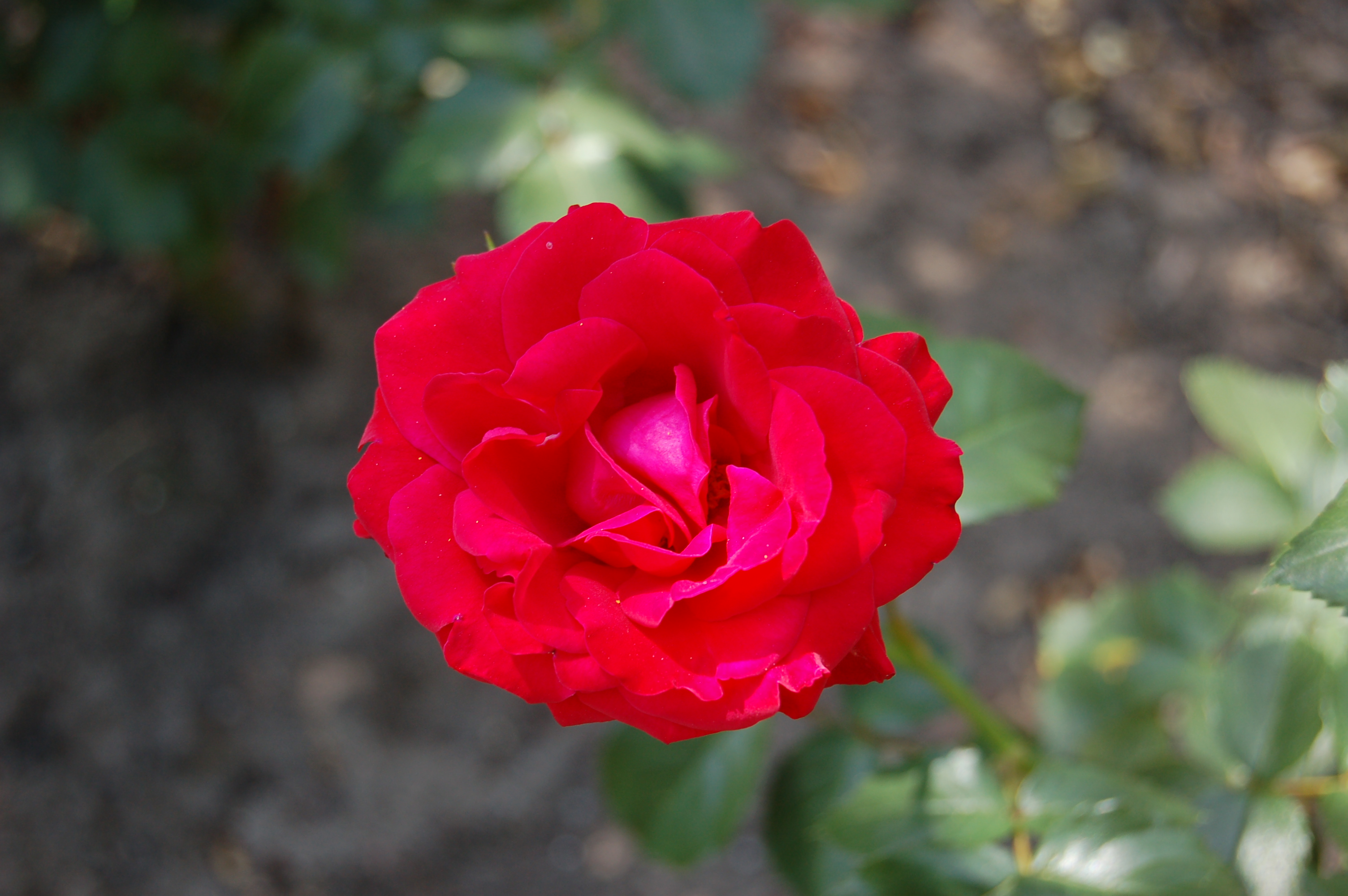
Nina Weibull® Poulwei

## Cultivo
Aunque las plantas están generalmente libres de enfermedades, es posible que sufran de punto negro en climas más húmedos o en situaciones donde la circulación de aire es limitada.
Las plantas toleran la sombra, a pesar de que se desarrollan mejor a pleno sol. En América del Norte son capaces de ser cultivadas en USDA Hardiness Zones 6b a 9b. La resistencia y la popularidad de la variedad han visto generalizado su uso en cultivos en todo el mundo.
Puede ser utilizado para las flores cortadas, jardín o en recipientes contenedores. Vigorosa. En la poda de Primavera es conveniente retirar las cañas viejas y madera muerta o enferma y recortar cañas que se cruzan. En climas más cálidos, recortar las cañas que quedan en alrededor de un tercio. En las zonas más frías, probablemente hay que podar un poco más que eso. Requiere protección contra la congelación de las heladas invernales.